# Gonio
Gonio (georgisch გონიო) ist ein Stadtteil von Batumi in der Autonomen Republik Adscharien im Westen Georgiens.
Er liegt etwa elf Kilometer südwestlich des Stadtzentrums von Batumi, südlich der Mündung des Flusses Tschorochi in das Schwarze Meer. Gonio ist ein in Georgien populärer Seekurort. In der Siedlung befindet sich das römische Grenzkastell Apsaros.
Im Jahr 1547 wurde Gonio von den Osmanen besetzt. Sie hielten die Stadt bis 1878. In diesem Jahr wurde Adscharien durch den San-Stephano-Vertrag ein Teil des russischen Reiches.
Gonio gehörte lange zur Munizipalität Chelwatschauri, die aus dem in den 1960er Jahren gebildeten gleichnamigen Rajon hervorgegangen war. Mit Beschluss vom 15. Juli 2011 wurde der Ort – wie auch der Munizipalitätssitz Chelwatschauri und 14 weitere Ortschaften – mit Wirkung vom 1. Januar 2013 an der unmittelbar der Autonomen Republik unterstellten Stadt Batumi angeschlossen. Bei der letzten Volkszählung vor der Eingemeindung hatte Gonio 2886 Einwohner (2002).

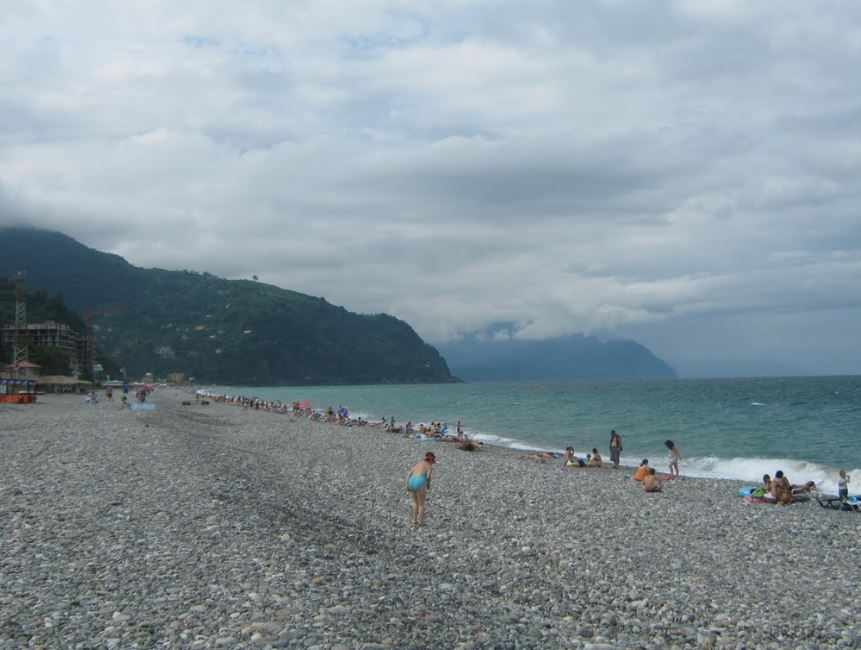
Strand in Gonio
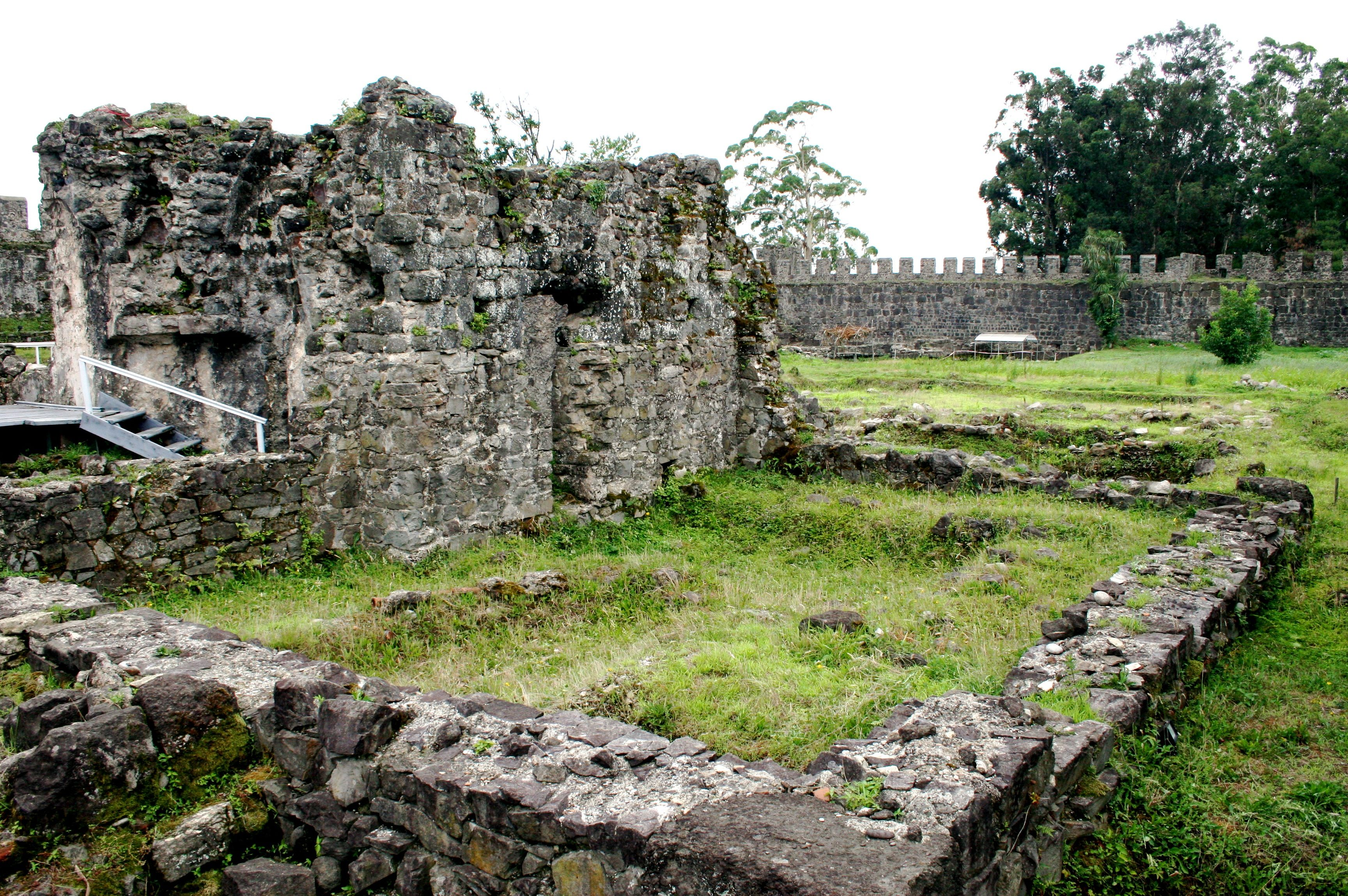
Die Festung Gonio, in der Antike Apsaros
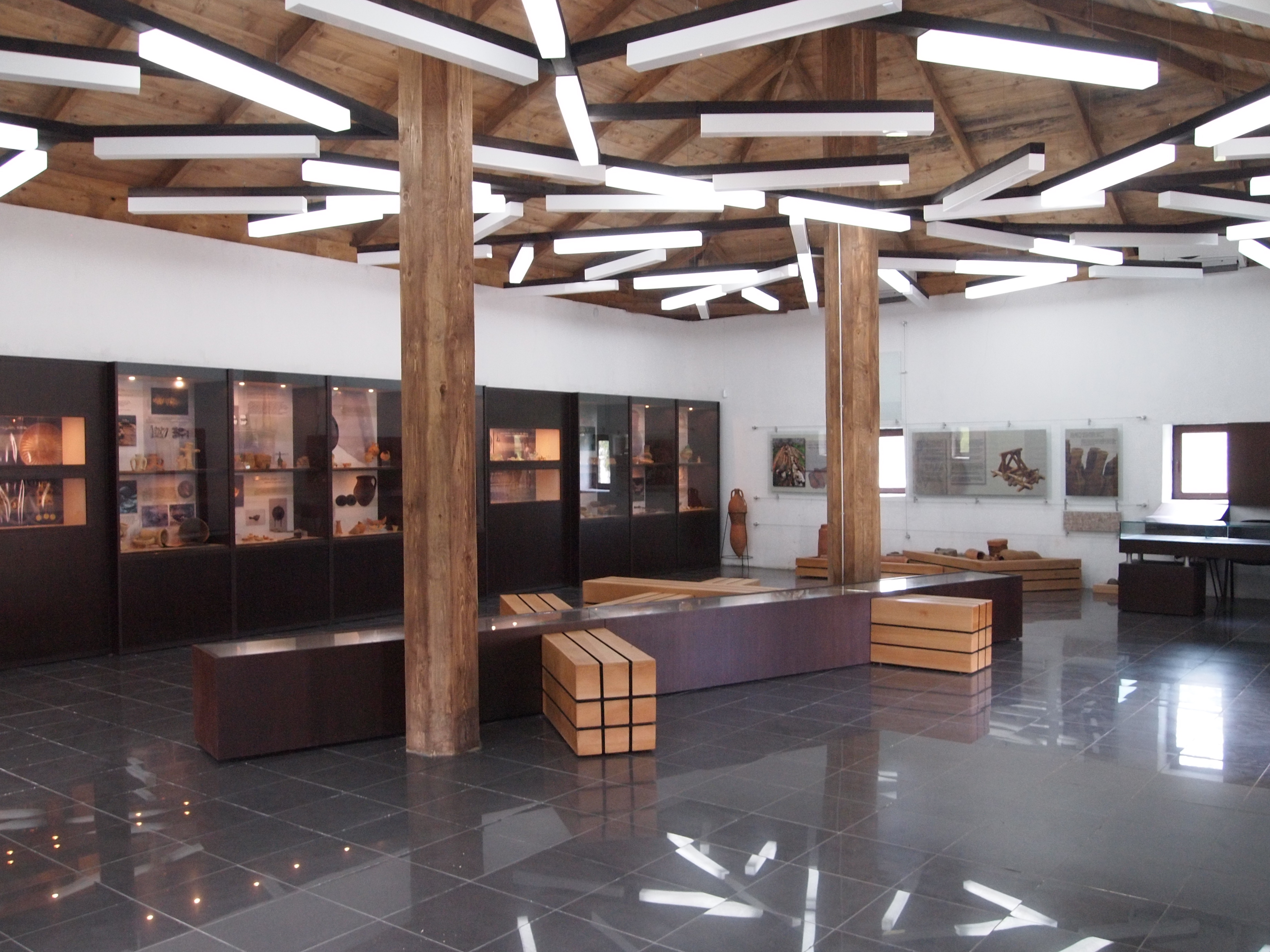
Museum in der Festung
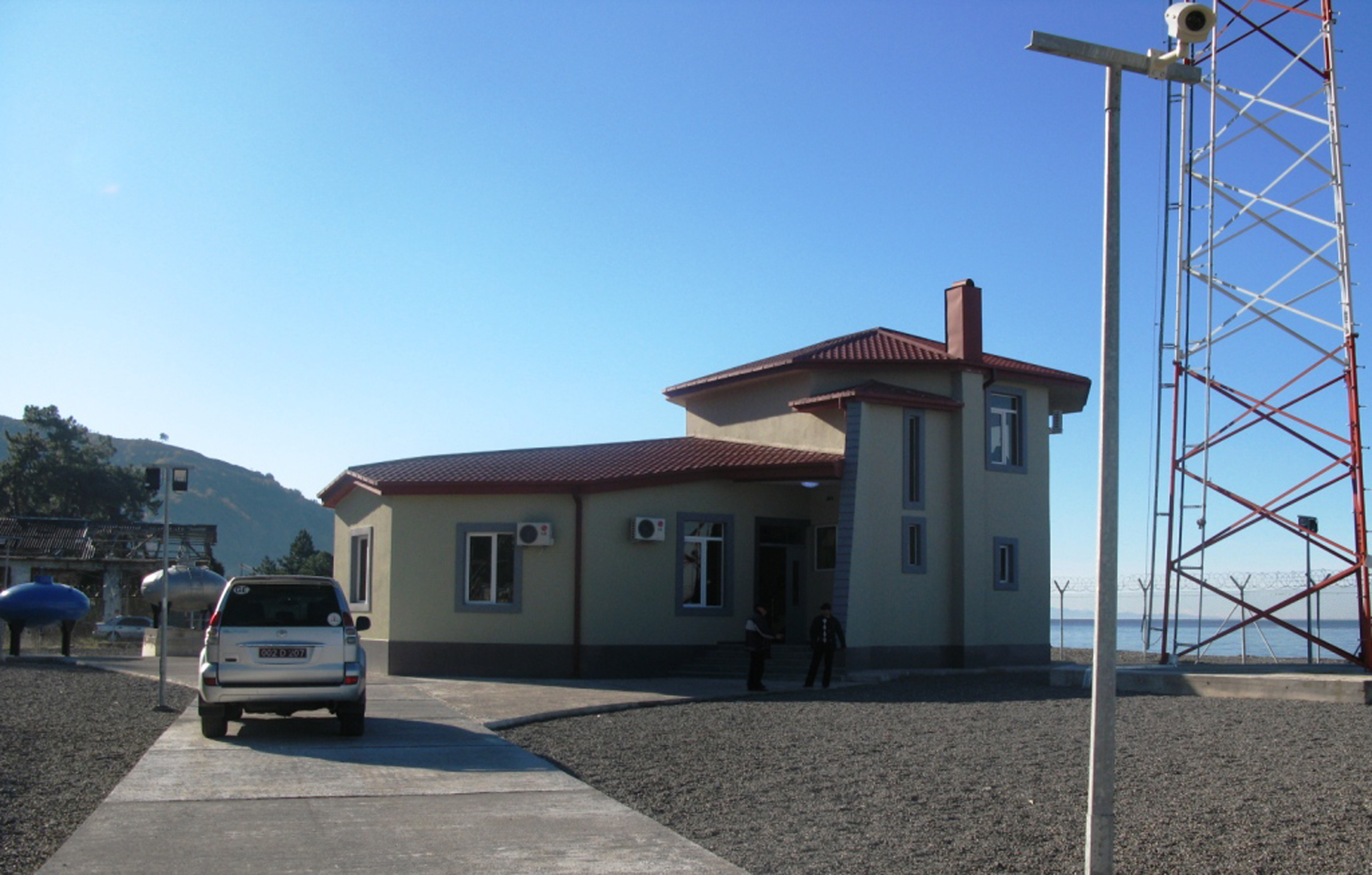
Radarstation Gonio der georgischen Küstenwache